# 湊橋 (日本橋川)
湊橋（みなとばし）は、日本橋川にかかる橋。西岸は中央区新川一丁目、東岸は中央区日本橋箱崎町五丁目・六丁目。橋名は江戸湊の出入口にあったことから湊橋と名付けられたと言われている。

## 橋の概要
- 構造形式
  - 三連コンクリートアーチ橋
- 橋長 49.68 m
- 総幅員 18.00 m
- 竣工 1928年（昭和3年）6月

## 歴史
創架は1679年と言われており、関東大震災で被害を受けその復興事業として1928年に再建された。その後、1989年（平成元年）に整備事業が行われ現在に至る。

## 隣接する橋
- 日本橋川

（上流側） - 茅場橋 - 湊橋 - 豊海橋 - （下流側）